# McKinsey & Company
McKinsey & Company, Inc. es una consultora estratégica global que se focaliza en resolver problemas concernientes a la administración estratégica. McKinsey trabaja prestando sus servicios a las mayores empresas de negocios del mundo, gobiernos e instituciones. 
Conocida en el mundo de los negocios como "La Firma" ("The Firm"), es globalmente reconocida como la empresa de consultoría más prestigiosa del mundo, y también es conocida como la empresa del mundo en la que es más complicado conseguir una oferta de trabajo (por delante de empresas como Google, Apple o Facebook), dada la alta dificultad de su proceso de selección, entrevistas y pruebas  así como una de las más deseadas por los graduados universitarios. McKinsey ha producido proporcionalmente más CEOs o gerentes en empresas de gran escala que ninguna otra empresa en el mundo.
McKinsey & Company es conocida por contratar a los individuos más brillantes del mundo. La empresa tiene un plan de carrera muy específico con una política "up or out" (o se promociona durante un tiempo determinado o abandona la firma). Los puntos de entrada son puestos de analista (después de la carrera universitaria), y puestos de asociado (después de un MBA). Desde 1996 es el principal empleador de los nuevos graduados MBA de las mejores escuelas de negocios del mundo, como Harvard Business School, Stanford Graduate School of Business, London Business School, INSEAD Business School, University of Chicago Booth School of Business, o Wharton School.
Fue fundada en Chicago en 1926 por James O. McKinsey, profesor de Contabilidad de la escuela de negocios University of Chicago Booth School of Business. James O. McKinsey es considerado el padre de la Contabilidad Gerencial. En 1933 McKinsey contrató a Marvin Bower, quien fundó la oficina de Nueva York, y que tuvo un papel clave en el éxito de la empresa.
McKinsey & Company tiene su sede en Nueva York, y cuenta con alrededor de 100 oficinas en 50 países. La primera oficina internacional fue fundada en 1959 en Londres, seguida por oficinas en Holanda, Alemania, Italia, Francia y Suiza en los años 60. La oficina de Madrid se creó en los años 80.
En España, multitud de directivos y CEOs de grandes empresas del IBEX35 trabajaron previamente en la consultora. Además, es fuente de numerosos emprendedores en este país. Los fundadores de empresas como Tuenti, Jobandtalent, Trovit, Vueling, Acierto, Idealista, Covewallet, Geoblink, 21 Buttons, Fintonic o eDreams, dejaron la Firma para crear estas empresas.

## Escándalos y controversias
A lo largo de su historia, McKinsey & Company se ha visto involucrada en diversas controversias, aunque se ha escudado en su papel como mero asesor.

### Enron
Enron fue una creación de Jeff Skilling, empleado de McKinsey durante 21 años, y se ha llegado a afirmar que McKinsey apoyó de forma incondicional los problemáticos métodos contables que llevaron a Enron a su caída.

### Represión de disidentes en Arabia Saudita
De acuerdo con el New York Times, en 2018, tras la muerte de Jamal Khashoggi, McKinsey identificó a los disidentes saudíes más relevantes en Twitter, y más tarde el gobierno saudí tomó represalias contra los mismos y sus familias.

### Corrupción en Sudáfrica
En 2015, McKinsey se apoyó en la familia Gupta para conseguir un contrato ilegal con Eskom, desviando parte de los fondos conseguidos a la trama Gupta en el marco de un escándalo de corrupción aun en proceso de enjuiciamiento criminal.

### Crisis de opiáceos en Estados Unidos
Los estados de Oklahoma, Massachusetts y Nueva Jersey han cuestionado el papel de McKinsey en sus litigios contra Johnson & Johnson y Purdue Pharma derivados de la crisis de opiáceos en Estados Unidos (más de 45.000 muertos sólo en 2017). En estos litigios se relata como McKinsey aconsejó a estas empresas sobre formas de evitar el control de las farmacias sobre el consumo de opiáceos, y sobre formas de conseguir mayores prescripciones de opiáceos.